# Dendrelaphis humayuni
Dendrelaphis humayuni is een slang uit de familie toornslangachtigen (Colubridae) en de onderfamilie Ahaetuliinae.

## Naam en indeling
De wetenschappelijke naam van de soort werd voor het eerst voorgesteld door Krishna Kant Tiwari en Sayantan Biswas in 1973.

## Verspreiding en habitat
De soort komt voor in delen van Azië en leeft endemisch in India, en alleen op de eilandengroep de Nicobaren. De slang kan een totale lichaamslengte van ongeveer een meter bereiken.